# アネッチ・エスタッキ
アネッチ・エスタッキ（Hannette Staack、1979年2月7日 - ）は、ブラジルの女子ブラジリアン柔術家。マラニョン州サン・ルイス出身。

## 獲得タイトル
- 第7回 アブダビコンバット 女子67kg未満級 優勝・女子無差別級 優勝（2007年）
- 第8回 アブダビコンバット 女子60kg以上級 優勝（2009年）
- 第9回 アブダビコンバット 女子60kg以上級 準優勝（2011年）

| スタブアイコン | サブスタブ | この項目は、まだ閲覧者の調べものの参照としては役立たない、スポーツ関係者に関連した書きかけの項目です。この項目を加筆・訂正などしてくださる協力者を求めています（P:スポーツ/PJ:スポーツ人物伝）。 |